# Théâtre occidental de la guerre d'indépendance des États-Unis
 (mai 2016).
Le contenu est difficilement compréhensible vu les erreurs de traduction, qui sont peut-être dues à l'utilisation d'un logiciel de traduction automatique.
Guerre d'indépendance des États-Unis
Batailles
Le théâtre occidental de la guerre d'indépendance américaine (1775-1783) était la zone de conflit à l'ouest des Appalaches, la région qui est devenue le Territoire du Nord-Ouest des États-Unis ainsi que les États du Kentucky, Tennessee et Missouri. La guerre de l'Ouest s'est faite essentiellement entre Amérindiens, Canadiens avec leurs alliés Britanniques à Détroit, et les colons américains au sud et à l'est de la rivière Ohio.

## Contexte
Lorsque la guerre d'indépendance américaine débute en 1775, la rivière de l'Ohio marque une frontière ténue entre les colonies américaines et les Amérindiens de la Vallée de l'Ohio. Cette frontière a ses origines dans la proclamation royale de 1763, qui interdisait aux colons britanniques de s'installer à l'ouest des Appalaches. La Couronne britannique a émis cette proclamation après la guerre de la Conquête (1754-1763) afin d'éviter les conflits entre les Amérindiens et les colons dans le vaste territoire nouvellement acquis à la France. Les colons et les spéculateurs fonciers en Grande-Bretagne et en Amérique se sont toutefois opposés à cette restriction, et les responsables britanniques ont ainsi négocié deux traités avec les Amérindiens en 1768 — le traité de Fort Stanwix et le traité de Hard Labor — qui ont ouvert des terres pour la colonisation au sud de la rivière Ohio. Par la suite, les tensions entre les responsables britanniques et les colons à propos de la politique foncière dans l'Ouest a diminué.
En réalité, la plupart des Amérindiens qui vivent et chassent dans la vallée de l'Ohio — Shawnees, Mingos, Lenapes et Wendats — n'ont pas été consultés pour les traités de 1768. Furieux après les Iroquois pour avoir vendu leurs terres aux Britanniques, les Shawnees mettent sur pied une confédération d'Amérindiens avec l'intention d'empêcher la perte de leurs terres. Cependant, les responsables britanniques et iroquois œuvrent pour isoler diplomatiquement les Shawnees des autres nations amérindiennes et lorsque la guerre de Dunmore éclate en 1774, les Shawnees affrontent la milice de Virginie avec peu d'alliés. Après la victoire de la Virginie dans la guerre, les Shawnees sont obligés d'accepter la rivière Ohio comme frontière. Les chefs shawnees et mingos qui n'acceptent pas ces conditions reprennent la lutte peu après le début de la guerre d'indépendance américaine en 1775.

## 1775 à 1776 – Neutralité et petites incursions

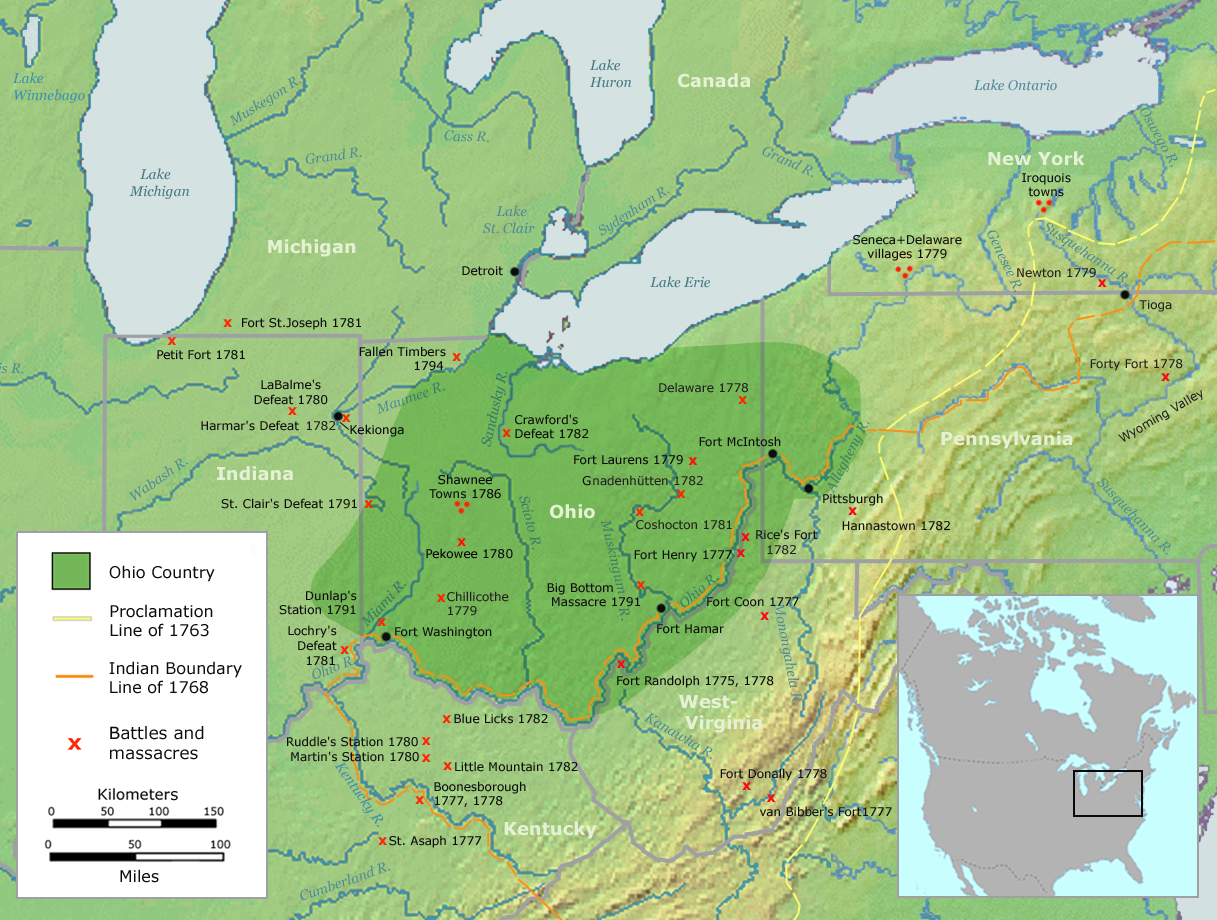
Localisation de la vallée de l'Ohio.

Initialement, à la fois les Britanniques et le Congrès continental ont cherché à maintenir les Amérindiens de l'Ouest en dehors de la guerre. À Fort Pitt en octobre 1775, les chefs américains et amérindiens ont réaffirmé la limite établie l'année précédente par la guerre de Dunmore. Sans soutien britannique, les chefs amérindiens comme Blackfish (Shawnee) et Pluggy (Mingo) mènent des raids dans le Kentucky, dans l'espoir d'y chasser les colons. En représailles, le gouverneur de Virginie, Patrick Henry, souhaite attaquer le village de Pluggy dans la vallée de l'Ohio, mais il annule l'expédition par crainte que les miliciens ne soient incapables de faire la distinction entre les Amérindiens hostiles et ceux restés neutres, et faire ainsi entrer en guerre contre eux les Shawnees et les Lenapes jusque-là restés neutres. Néanmoins, les Shawnees et les Lenapes sont de plus en plus divisés sur la question de prendre part ou non à la guerre. Alors que des chefs comme White Eyes (Lenape) et Cornstalk (Shawnee) appellent à la neutralité, Buckongahelas (Lenape) et Blue Jacket (Shawnee) décident de se battre contre les Américains.
Dans le Kentucky, les colons et chasseurs isolés deviennent la cible fréquente d'attaques, obligeant nombre d'entre eux à retourner dans l'Est. À la fin du printemps 1776, moins de 200 colons demeurent dans le Kentucky, principalement dans les villages fortifiés de Boonesborough, Harrodsburg et Logan's Station. En décembre 1776, Pluggy est tué dans une attaque sur McClellan's Station, qui est situé à l'emplacement actuel de la ville de Georgetown dans le Kentucky.

## 1777 – Escalade
En 1777, les Britanniques lancent une grande offensive à partir du Québec. Afin d'offrir une diversion pour des opérations dans le Nord-Est, les officiels à Détroit commencent à recruter et à armer des Amérindiens pour attaquer les implantations américaines. Un nombre inconnu de colons américains dans les États actuels du Kentucky, de Virginie-Occidentale et de Pennsylvanie sont tués dans ces attaques. L'intensité du conflit augmente après que des miliciens américains furieux ont assassiné Cornstalk, principal défenseur de la neutralité chez les Shawnees, en novembre 1777. En dépit de la violence, de nombreux Amérindiens de l'Ohio espèrent toujours rester en dehors de la guerre. La tâche est difficile car ils sont directement situés entre les Britanniques à Détroit et les Américains le long de la rivière Ohio.

## 1778 à 1779 – Avances américaines

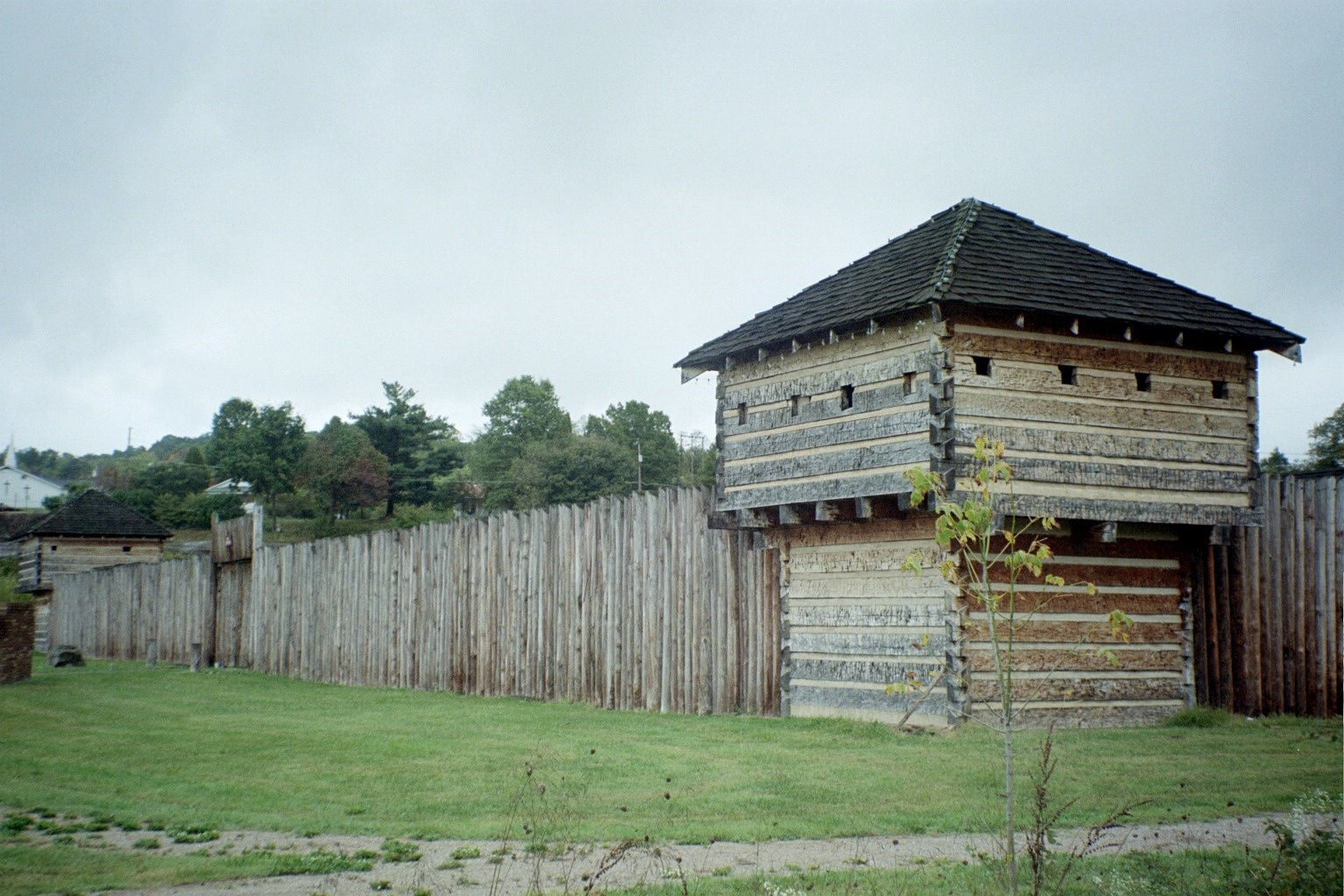
Réplique moderne du Fort Randolph, construit le long de la rivière Ohio en 1776. Dunquat, chef Wendat, a assiégé le fort en mai 1778.

Durant les premières années de la guerre, les Virginiens ont tenté de défendre leur frontière occidentale avec des miliciens postés dans trois forts le long de la rivière Ohio — Fort Pitt, Fort Henry et Fort Randolph. Défendre une si longue frontière s'est toutefois avéré futile, parce que les Amérindiens ignoraient simplement les forts pendant leurs attaques. En 1778, les Américains décident que des opérations offensives sont nécessaires pour sécuriser leur frontière occidentale.

### Problèmes à Fort Pitt
La première expédition américaine dans la vallée de l'Ohio est une débâcle. En février 1778, le général Edward Hand conduit 500 miliciens de Pennsylvanie depuis Fort Pitt pour une marche hivernale surprise vers les villages mingos situés sur la rivière Cuyahoga, où les Britanniques ont entreposé des fournitures militaires qu'ils distribuent aux Amérindiens. Cependant, des conditions météorologiques défavorables empêchent l'expédition d'atteindre son objectif. Au retour, certains hommes de Hand attaquent des Lenapes pacifiques, tuant un homme et quelques femmes et enfants, dont des proches du chef  lenape Hopocan. Parce que seuls des non-combattants ont été tués, l'expédition est devenue connue sous le nom dérisoire de « campagne des squaws ».
Outre une milice indisciplinée, le sentiment loyaliste autour de Pittsburgh contribue également aux problèmes de Hand. En mars 1778, trois hommes ayant des liens étroits avec les Britanniques et les Amérindiens quittent Pittsburgh et font défection pour rejoindre les Britanniques et les Amérindiens. Ce sont Simon Girty, un interprète qui a servi de guide lors de la « campagne des squaws », Matthew Elliott, un commerçant local et Alexander McKee, un agent pour le département britannique des affaires indiennes. Tous les trois se révéleront être de précieux opérateurs pour les Britanniques dans la guerre. Au cœur des critiques, et face à une enquête du Congrès pour avoir permis à ces hommes de faire défection, Hand démissionne en mai 1778.

### Élaboration de traités et construction de forts
À la suite de l'escalade de la guerre en 1777, les Américains sur la frontière occidentale lancent un appel au Congrès continental pour plus de protection. Après une enquête, une commission du Congrès recommande au début de 1778 que deux régiments de l'Armée continentale soient stationnés dans l'Ouest. Par ailleurs, comme une ligne de défense constituée de forts n'a que peu d'effets sur les raids amérindiens dans les colonies américaines, les commissaires demandent à ce qu'un fort soit construit du côté amérindien de la rivière Ohio, la première d'une série de forts qui permettrait aux Américains — c'est du moins ce qui était espéré — de planifier une expédition contre Détroit.
Afin de construire un fort dans la vallée de l'Ohio, les Américains cherchent à obtenir l'approbation des Lenapes. En septembre 1778, les Américains négocient le traité de Fort Pitt avec les Lenapes, qui aboutit à la construction de Fort Laurens le long de la rivière Tuscarawas. Rapidement cependant, les plans américains tournent mal. White Eyes, le chef Lenape qui a négocié le traité, est apparemment assassiné en 1778 par des miliciens américains. Son rival, Hopocan, finit par abandonner l'alliance américaine et se déplace vers la rivière Sandusky, où il commence à recevoir l'appui des Britanniques à Détroit. En outre, en raison d'une guerre intense dans l'Est de la Pennsylvanie et dans le Nord de l'État de New York, le Congrès n'est pas en mesure de fournir les effectifs nécessaires pour des opérations contre Détroit. Le fort Laurens est abandonné en 1779.

### La campagne de Clark aux pays des Illinois
À la fin 1778, George Rogers Clark, un jeune officier de milice de Virginie, lance une campagne visant à s'emparer du pays des Illinois, où les Britanniques n'ont que peu de garnisons. Avec une compagnie de volontaires, Clark capture Kaskaskia le 4 juillet 1778, poste clé du pays des Illinois, et obtient plus tard la soumission de Vincennes. Vincennes est ensuite repris par le général Henry Hamilton, commandant britannique à Détroit. En février 1779, Clark marche sur Vincennes lors d'une marche d'hiver surprise et capture Hamilton lui-même.
Hamilton était connu des Américains de la Frontière comme « le général qui achetait des scalps », car selon eux, il encourageait les Amérindiens à tuer et scalper des civils américains. Pour cette raison, le gouverneur Thomas Jefferson emmène Hamilton à Williamsburg en Virginie, pour être jugé en tant que criminel de guerre. Après que les représentants britanniques ont menacé d'exercer des représailles contre des prisonniers de guerre américains, Jefferson a cédé, et Hamilton a été échangé contre un prisonnier américain en 1781.

## 1780 – Offensive majeure britannique et amérindienne

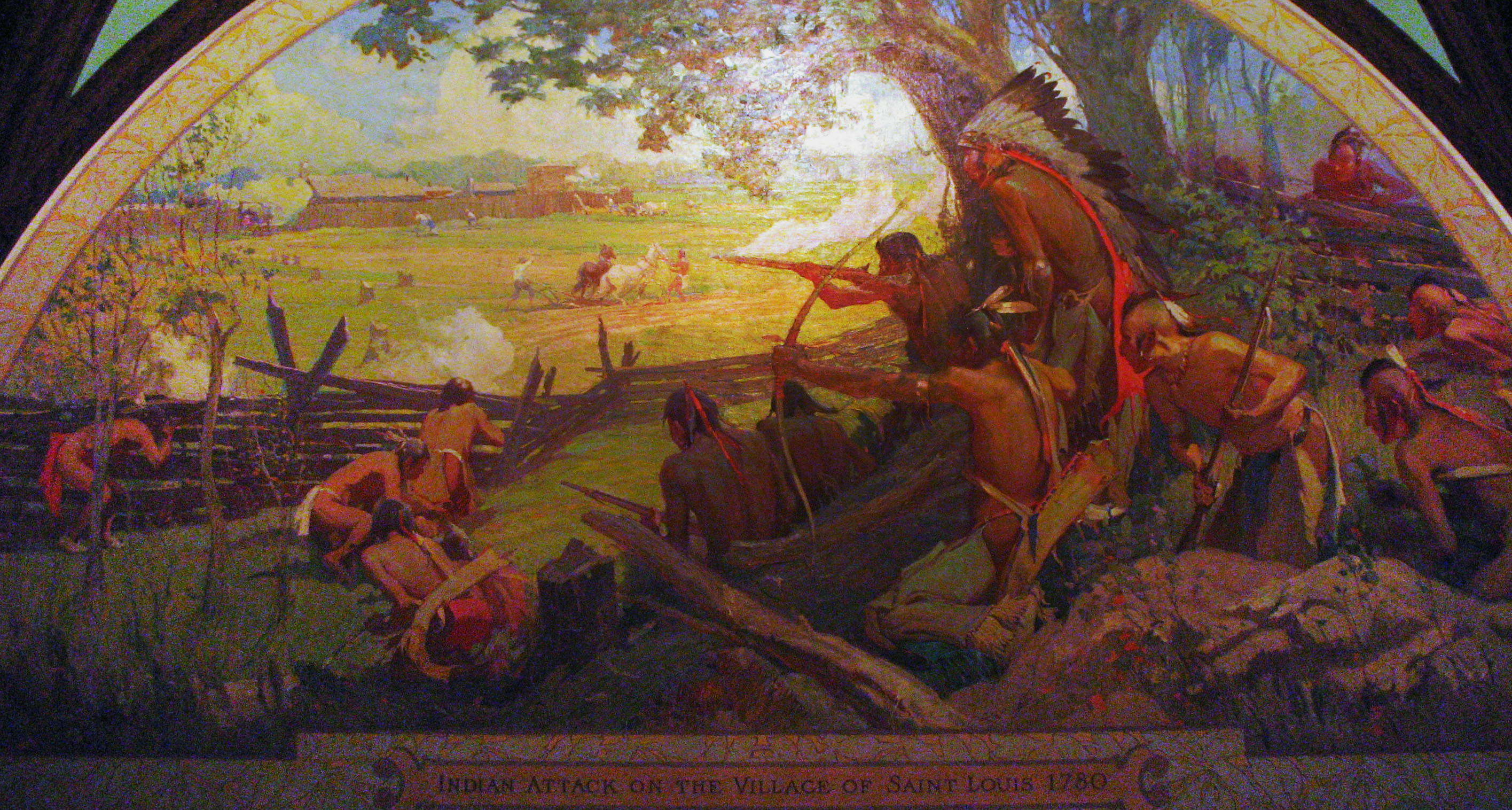
Bataille de Saint-Louis (1780).

Durant les années suivantes, les deux parties mènent des attaques l'une contre l'autre, ciblant habituellement des colonies de peuplement. En 1780, des centaines de colons du Kentucky sont tués ou capturés dans une attaque des Britanniques et Amérindiennes dans une campagne contre le Kentucky. George Rogers Clark réagit en menant une expédition au mois d'août 1780 qui détruit deux villages shawnees le long de la rivière Mad, mais faisant peu de dommages à l'effort de guerre amérindien.
À la fin mai, la ville de Saint-Louis, tenue par les Espagnols, est attaquée par une force britannique principalement composée d'Amérindiens. L'assaut est repoussé par une force mixte de défense espagnole et française. Le centre de la défense était une tour de pierre, Fort San Carlos, située dans l’actuel centre-ville de St Louis.
Dans le territoire de l'Illinois, l'officier français Augustin de La Balme assemble une milice de résidents canadiens dans le but de prendre Fort Détroit. Sa force militaire a été détruite en novembre par les Miamis menés par le chef Michikinikwa. Dans le même temps, le Fort Saint-Joseph qui était presque abandonné, a été attaqué par les Américains de Cahokia. Cependant, lors de leur voyage de retour, ils ont été dépassés par des loyalistes britanniques et amérindiens près du Petit Fort.

## 1781
À Saint-Louis, le gouverneur espagnol Francisco Cruzat envoie une force d'environ 140 soldats espagnols et amérindiens sous le capitaine Eugnio Pourré pour capturer le Fort Saint-Joseph. Il est capturé et pillé le 12 février 1781.

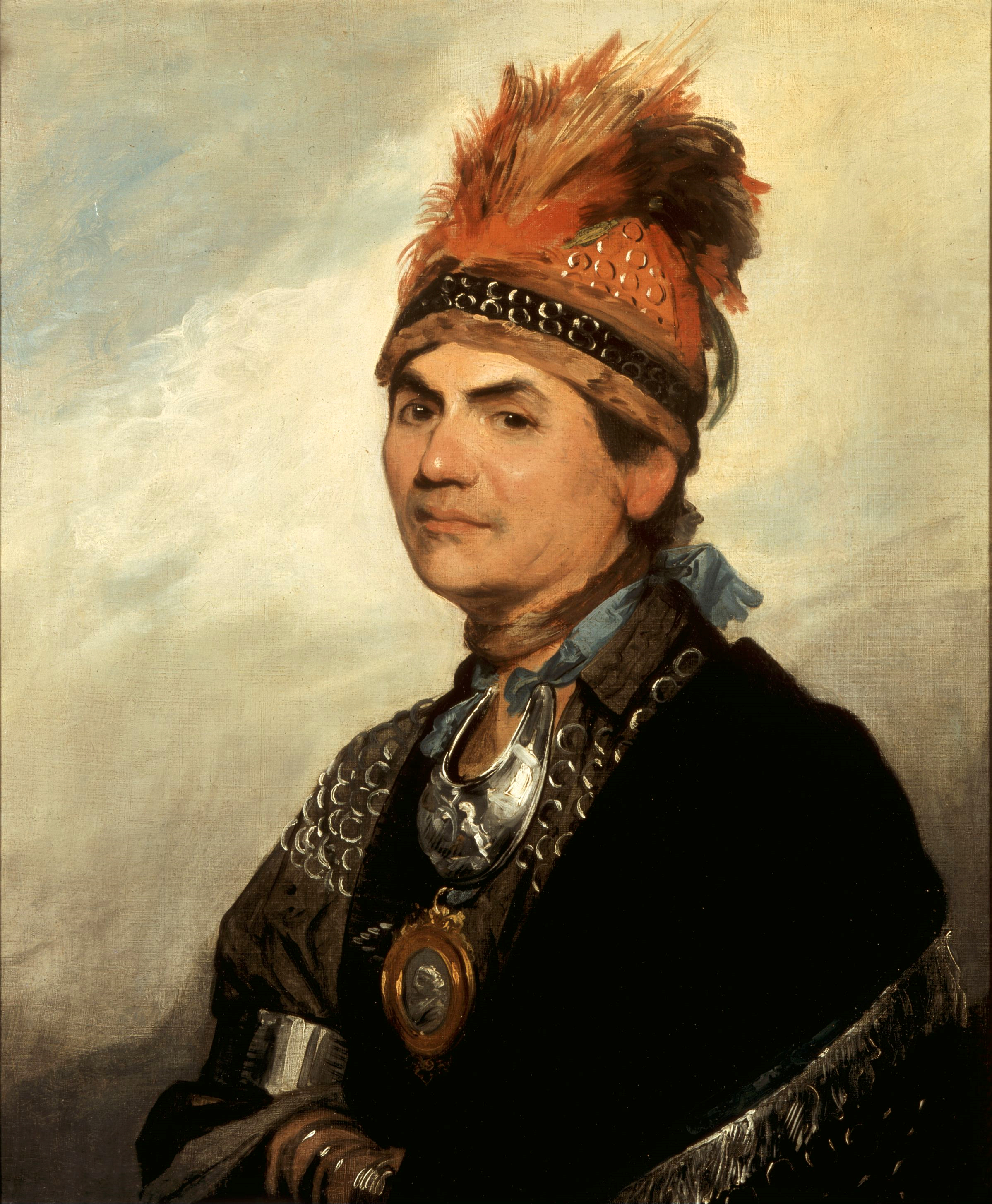
L'attaque de Joseph Brant sur le colonel Lochry (1781) mit fin aux plans de George Rogers Clark pour attaquer Détroit.

Vers la fin de 1780, Clark se rend dans l'Est pour consulter Thomas Jefferson, gouverneur de Virginie, au sujet d'une expédition en 1781. Jefferson conçoit un plan qui préconise que Clark dirige 2 000 hommes contre Détroit. Recruter suffisamment d'hommes est toutefois un problème. En temps de guerre, la plupart des miliciens préfèrent rester près de leurs maisons plutôt que d'aller faire de longues campagnes. En outre, le colonel Daniel Brodhead refuse de détacher ses hommes parce qu'il est en train de mettre en marche sa propre expédition contre les Lenapes, qui sont entrés récemment dans la guerre contre les Américains. Brodhead défile dans le pays de l'Ohio avec son expédition de Coshocton et détruit la capitale des Lenapes en avril 1781. Cependant, cela fait que les Lanapes sont devenus des ennemis plus déterminés et par le fait ont privé Clark de grand besoin d'hommes et de fournitures pour la campagne de Détroit. La plupart des Lenapes fuient vers les villages militants sur la rivière Sandusky.
Lorsque Clark quitte finalement Fort Pitt en août 1781, il est accompagné par seulement 400 hommes. Le 24 août 1781, un détachement d'une centaine de ses hommes est pris en embuscade près de la rivière Ohio par des Amérindiens menés par Joseph Brant, un chef mohawk temporairement dans l'Ouest. La victoire de Brant met un terme aux efforts de Clark pour attaquer Détroit.
Entre les combattants sur la rivière Sandusky et les Américains à Fort Pitt se trouvent plusieurs villages de Munsee chrétiens. Les villages sont administrés par les missionnaires de l'Église moravienne David Zeisberger et John Heckewelder. Bien que non-combattants, les missionnaires a favorisé la cause américaine et gardent informés les responsables américains à Fort Pitt de l'activité britannique et amérindienne. En réponse, en septembre 1781, les Wendats et Lenapes de la Sandusky a arraché le Christian Delawares et l'missionnaires pour un nouveau village (Captive Town) sur la rivière Sandusky.

## 1782, l'année du sang
En mars 1782, 160 miliciens de Pennsylvanie sous les ordres du lieutenant-colonel David Williamson envahissent la vallée de l'Ohio, dans l'espoir de retrouver les guerriers amérindiens responsables des attaques contre les colons de Pennsylvanie. Exaspérés par le meurtre horrible par les Amérindiens d'une femme blanche et son bébé, les hommes de Williamson détiennent environ 100 Lenapes chrétiens au village de Gnadenhütten. Les Lenapes chrétiens de Gnadenhütten avaient regagné le village en captivité afin de récolter les cultures qu'ils avaient été forcés de laisser derrière eux. Accusant les Amérindiens chrétiens d'avoir aidé les autres Amérindiens, la milice de Pennsylvanians tue les 100 Indiens chrétiens — surtout des femmes et des enfants — à coups de marteau sur la tête.
Le colonel William Crawford de l'Armée continentale sort de sa retraite pour conduire 480 miliciens volontaires, provenant surtout de Pennsylvanie, pour entrer profondément dans le territoire des Amérindiens, avec l'intention de les surprendre. Les Amérindiens et leurs alliés britanniques de Détroit, qui avaient eu vent de l'expédition, envoient environ 440 hommes sur la Sandusky pour s'opposer aux Américains. Après une journée de combats indécis, les Américains se retrouvent encerclés et tentent de battre en retraite. Le recul se transforme en déroute, mais la plupart des Américains réussissent à trouver leur chemin vers la Pennsylvanie. Environ 70 Américains sont tués ; les pertes britanniques et amérindiennes sont minimes.
Au cours de la retraite, le colonel Crawford et un nombre inconnu de ses hommes sont capturés. Les Amérindiens exécutent un grand nombre de ces prisonniers en représailles pour le massacre de Gnadenhütten qui a eu lieu plus tôt dans l'année, et au cours duquel une centaine de civils amérindiens ont été assassinés par des miliciens de Pennsylvanie. L'exécution de Crawford est particulièrement brutale : il est torturé pendant au moins deux heures avant d'être brûlé sur le bûcher.
L'échec de l'expédition de Crawford suscite une vixe inquiétude le long la frontière américaine, de nombreux Américains craignant que les Indiens, enhardis par leur victoire, ne lancent une nouvelle série de raids. D'autres défaites étaient encore à venir pour les Américains et pour ceux d'entre eux vivant à l'ouest des Appalaches, 1782 allait par la suite être connue sous le nom d'"année sanglante". Le 13 juillet 1782, le chef Mingo Guyasuta conduit environ 100 Amérindiens et plusieurs volontaires britanniques en Pennsylvanie, détruisant Hannastown, tuant neuf colons et en capturant douze. C'est le plus dur coup porté par les Amérindiens dans l'ouest de la Pennsylvanie pendant la guerre.
Dans le Kentucky, les Américains se mettent sur la défensive pendant que Caldwell, Elliott, et McKee avec leurs alliés amérindiens préparent une offensive majeure. Fort Estill est attaqué par les Wendats en mars 1782. Le colonel Benjamin Logan, commandant de la région, et stationné à Logan's Station, apprend que les guerriers Wendats se trouvent dans la région et sont sur le chemin de la guerre. Les Amérindiens, aidés par les Britanniques de Détroit, font irruption à partir de la station de Boonsborough passé Estill le long de la rivière Kentucky. Logan dépêche 15 hommes au capitaine Estill à Estill's Station avec l'ordre d'augmenter sa force par 25 hommes de plus et de reconnaître le pays au nord et à l'est. Suivant les ordres, le capitaine Estill atteint la rivière Kentucky quelques milles en aval de l'embouchure de Station Camp Creek et campe la nuit à Sweet Lick, maintenant connue sous le nom de Estill Springs. Le jour après qu'ils ont quitté Estill's Station, un groupe d'Amérindiens y est apparue à l'aube du 20 mars, ils attaquent le fort, scalpé et tué Mlle Innes en vue de la fortification et pris Monk, un esclave du capitaine Estill, et tué le bétail. Dès que les Amérindiens se retirent, Samuel South et Peter Hackett, tous deux jeunes hommes, sont dépêchés à prendre le sentier et d'informer les hommes des nouvelles. Les garçons ont été trouvés près du point de confluence de la Noyade Creek et de la rivière Rouge, tôt le matin du 21 mars. De 40 hommes au départ, environ 20 ont quitté leurs familles vivant dans le fort. Ils sont revenus avec les garçons de la station. Estill a traversé le fleuve Kentucky et a trouvé le sentier amérindien. Le capitaine Estill a organisé une compagnie de 25 hommes, suivie les d'Amérindiens, et a souffert de ce qui est connu comme la défaite de Estill, connue plus tard sous le nom de bataille de Little Mountain (22 mars 1782) à Montgomery Co.
En juillet 1782, plus de 1 000 Amérindiens se rassemblent à Wapatomica, mais l'expédition est annulée après que des éclaireurs ont signalé que George Rogers Clark se prépare à envahir la vallée de l'Ohio à partir du Kentucky. Les rapports se sont révélés faux, mais Caldwell a tout de même réussi à mener 300 Amérindiens dans le Kentucky et livrer un coup dévastateur à la bataille de Blue Licks en août. Avec les négociations de paix entre les États-Unis et la Grande-Bretagne en cours, Caldwell reçoit l'ordre de cesser d'autres opérations. De même, le général Irvine a obtenu la permission pour une expédition de l'Armée continentale dans la vallée de l'Ohio, mais celle-ci est annulée. En novembre, George Rogers Clark livre le coup final dans la vallée de l'Ohio, détruisant plusieurs villages shawnees, mais infligeant peu de dommages sur les habitants,,.

## Paix et héritage
La guerre dans le Nord-Ouest, dans les mots de l'historien David Curtis Scaggs, « dans une impasse ». Dans les dernières années de la guerre, chaque côté pourrait détruire les colonies ennemies, mais il ne pouvait pas rester et maintenir le territoire. Pour les Shawnees, la guerre était une perte : les Américains ont défendu avec succès le Kentucky et une colonisation accrue, de sorte que le premier terrain de chasse était maintenant perdu. Bien que les Amérindiens aient été repoussés de la rivière Ohio et étaient désormais principalement relégués dans le bassin du lac Érié, les Américains ne pouvaient pas occuper les terres abandonnées par crainte des attaques amérindiennes.
Actualités du traité de paix en attente arrivés tard en 1782. Dans le traité final, les pays de l'Ohio a été signé par la Grande-Bretagne et les États-Unis[pas clair], même si « pas un seul soldat américain était au nord de la rivière Ohio lorsque le traité fut signé ». La Grande-Bretagne n'a pas consulté les Amérindiens dans le processus de paix, et les Amérindiens ne figurent nulle part dans les termes du traité. Pour les Amérindiens, la lutte allait bientôt continuer comme la guerre amérindienne du Nord-Ouest, mais cette fois sans le soutien explicite des Britanniques.